# 康登 (奧勒岡州)

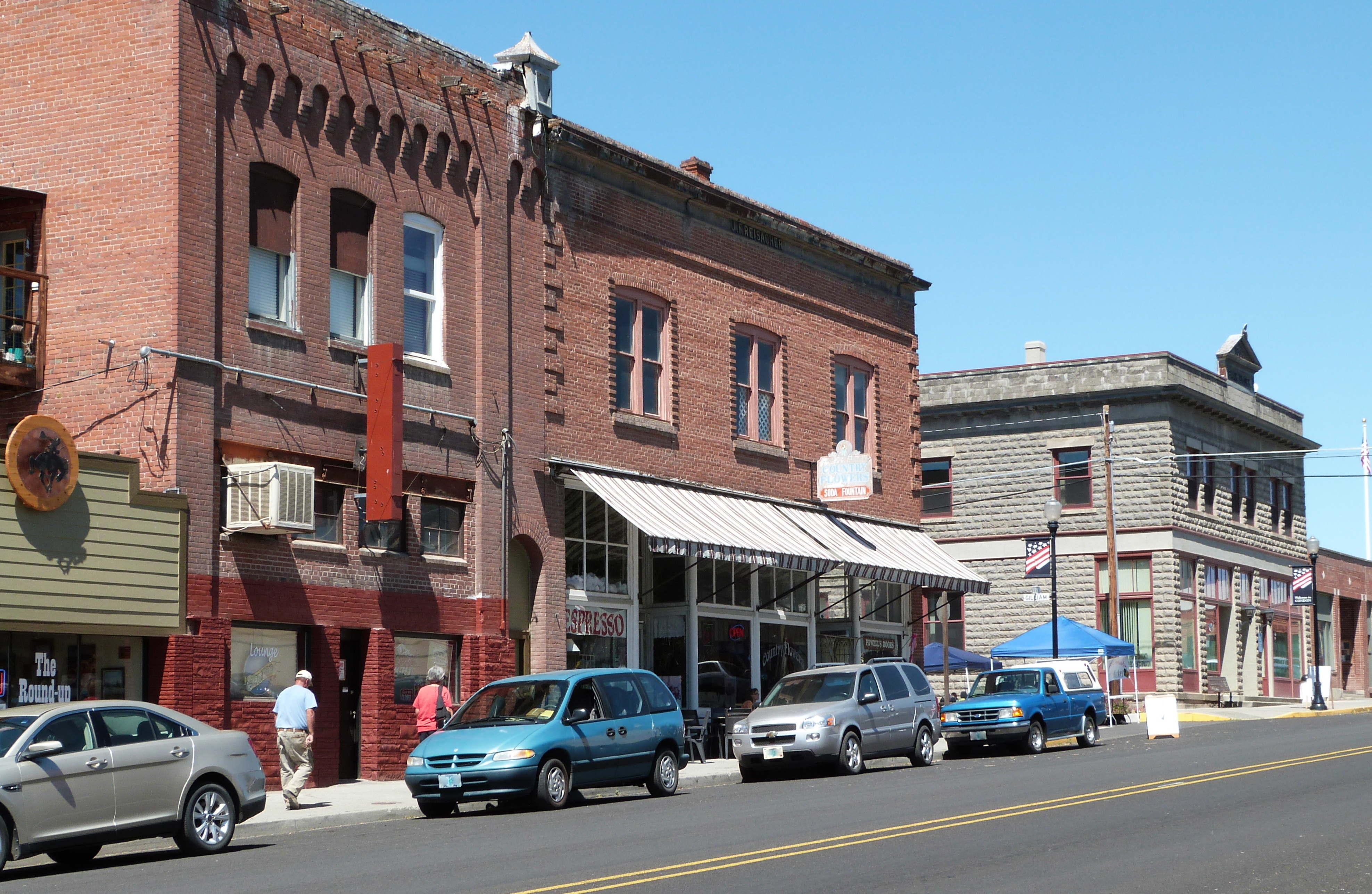
康登

康登（Condon）位於美國奧勒岡州，是吉列姆縣的縣治，人口711人。當地位于俄勒冈19号公路沿线，產業以农牧业為主。當地是哥伦比亚河和俄勒冈中央铁路終點站。